# تي آر تي عربي
تي آر تي عربي أو TRT عربي (بالتركية: TRT Arabi) هو قناة موجهة للعرب باللغة العربية فضائية ضمن مؤسسة الإذاعة والتلفزيون التركية تي آر تي وهي أول محطة تركية ناطقة بالعربية تم افتتاحها بموجب قرار حكومة حزب العدالة والتنمية لتدعيم التواصل الثقافي والأخوي بين تركيا والعالم العربي بداية شهر أبريل 2010. وهي تابعة للهيئة العامة لإذاعة وتلفزيون تركيا. تعتمد اللغة العربية الفصحى إلى جانب لغة خليط بين الفصحى وبعض اللهجات العربية في بعض البرامج ذات الطابع غير السياسي.
وتم تعيين توران كشلاكجي مديرا للمحطة في مارس 2015 قصد تحقيق الأهداف المرجوة منها 

شعار مؤسسة الإذاعة والتلفزيون التركية مالك القناة

## البث
تبث التركية الفضائية على ثلاثة أقمار هي :
- عرب سات
- نايل سات
- ترك سات 3

## البرامج
وتقدم القناة نشرات إخبارية وبرامج سياسية وبرامج منوعة وقد اعرب القائمون أنها:
| ” | لن تكون للدعاية التركية؛ وإنما ستتناول القضايا السياسية المشتركة بين تركيا والعالم العربي | “ |

تقدم قناة تي آر تي العربية برامج مختلفة ومتنوعة الاتجاهات والأفكار المختلفة، حاملة معها أبعاد مختلفة منها ما هو ثقافي وفني واجتماعي لتقريب الفكر بين المجتمعات التركية والعربية، والمهم في الحدث أن المحطة تجمع عناصر تكون عاملاً فاعلاً للجمع بين الثقافتين، التركية الحديثة والعربية، خصوصاً أن الثقافتين متأثرتين بشكل عميق عبر التاريخ القديم والحديث.
وتعتزم قناة تي آر تي العربية التي تبث إرسالها باللغة العربية تقديم برامج متنوعة مثل الموسيقى والترفيه، أخبار، أفلام سينمائية، برامج للأطفال، وبرامج وثائقية.

## إدارة القناة
يشرف على القناة منذ إعادة هيكلتها في بداية 2015 طاقم إداري على رأسهم الإعلامي محمد رزق  .
كما يشرف ياسر راشد على قسم الموارد البشرية في القناة منذ 2015 .

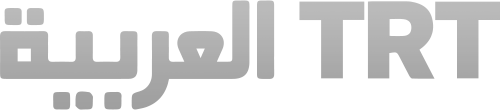
الشعار القديم
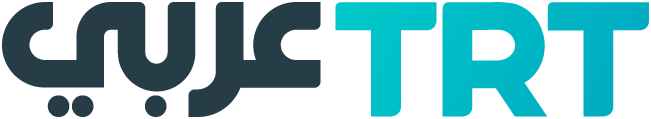
2021 إلى الوقت الحاضر
شعار راديو تي آر تي عربي

## وصلات خارجية
- الموقع الرسمي.
- البث المباشر للقناة.